# Liste des anciennes communes des Pyrénées-Atlantiques
Cette page a pour objectif de retracer toutes les modifications communales dans le département des Pyrénées-Atlantiques : les anciennes communes qui ont existé depuis la Révolution française, ainsi que les créations, les modifications officielles de nom, ainsi que les échanges de territoires entre communes.
Le département comptait un nombre élevé de communes en 1800 (665), des communes souvent de petite taille et proches les unes des autres dans le piémont. Cette situation va conduire à provoquer rapidement le rapprochement des petites communes entre elles, un mouvement particulièrement marqué dans les années 1830-1840. En 1850, le département compte déjà une centaine de communes en moins.
Ce nombre va ensuite rester relativement stable, autour de 560 unités. La réelle reprise du mouvement de fusion n'existera qu'avec la loi Marcellin dans les années 1970. Mais le bilan va se révéler rapidement mitigé : sur les 15 fusions associations de cette période, la moitié d'entre elles vont se terminer en "divorces" dès 1977-1978 pour les premières. L'élan n'a pas été retrouvé avec la création du statut de "commune nouvelle" qui a vu la formation de seulement deux communes nouvelles, en 2016 puis en 2023. Aujourd'hui le département compte 545 communes (au 1er janvier 2025).

## Transferts d'un autre département
| Département d'origine | Département de rattachement | Communes concernées                                                                                               | Date (et nature) de la décision |
| --------------------- | --------------------------- | --- | ------------------------------- |
| Landes                | Basses-Pyrénées             | Saint-Esprit (pour fusionner avec la commune de Bayonne)                                                          | 1er juin 1857 (Loi)             |
| Landes                | Basses-Pyrénées             | Une partie de la commune de Tarnos (quartiers de Boucau et de Romatet) pour former la nouvelle commune de Boucau. | 1er juin 1857 (Loi)             |

## Fusions
| Nom de la nouvelle commune      | Communes réunies                      | Régime                                                 | Date (et nature) de la décision                    | Date d'effet                  |
| ------------------------------- | ------------------------------------- | ------------------------------------------------------ | -------------------------------------------------- | ----------------------------- |
| Lacq                            | Lacq                                  | commune nouvelle (avec communes déléguées)             | 7 novembre 2023 (Arrêté)                           | 1er janvier 2024              |
| Lacq                            | Urdès                                 | commune nouvelle (avec communes déléguées)             | 7 novembre 2023 (Arrêté)                           | 1er janvier 2024              |
| Ance Féas                       | Féas                                  | commune nouvelle (avec communes déléguées)             | 19 juillet 2016 (Arrêté)                           | 1er janvier 2017              |
| Ance Féas                       | Ance                                  | commune nouvelle (avec communes déléguées)             | 19 juillet 2016 (Arrêté)                           | 1er janvier 2017              |
| Aroue-Ithorots-Olhaïby          | Aroue                                 | fusion association                                     | 20 juillet 1973 (Arrêté)                           | 1er août 1973                 |
| Aroue-Ithorots-Olhaïby          | Ithorots-Olhaïby                      | fusion association                                     | 20 juillet 1973 (Arrêté)                           | 1er août 1973                 |
| Val-du-Gave-d'Aspe              | Gurmençon (commune rétablie en 1983)  | fusion simple (dissoute en 1983)                       | 18 janvier 1973 (Arrêté)                           | 1er février 1973              |
| Val-du-Gave-d'Aspe              | Agnos (commune rétablie en 1983)      | fusion simple (dissoute en 1983)                       | 18 janvier 1973 (Arrêté)                           | 1er février 1973              |
| Bergouey-Arancou-Viellenave     | Bergouey                              | fusion association (dissoute en 1977, pour Arancou)    | 27 décembre 1972 (Arrêté) 28 janvier 1973 (Arrêté) | 1er janvier 1973              |
| Bergouey-Arancou-Viellenave     | Arancou (commune rétablie en 1977)    | fusion association (dissoute en 1977, pour Arancou)    | 27 décembre 1972 (Arrêté) 28 janvier 1973 (Arrêté) | 1er janvier 1973              |
| Bergouey-Arancou-Viellenave     | Viellenave-sur-Bidouze                | fusion association (dissoute en 1977, pour Arancou)    | 27 décembre 1972 (Arrêté) 28 janvier 1973 (Arrêté) | 1er janvier 1973              |
| Asasp-Arros                     | Asasp                                 | fusion association                                     | 29 décembre 1972 (Arrêté)                          | 1er janvier 1973              |
| Asasp-Arros                     | Arros-d'Oloron                        | fusion association                                     | 29 décembre 1972 (Arrêté)                          | 1er janvier 1973              |
| Carresse-Cassaber               | Carresse                              | fusion association                                     | 27 décembre 1972 (Arrêté)                          | 1er janvier 1973              |
| Carresse-Cassaber               | Cassaber                              | fusion association                                     | 27 décembre 1972 (Arrêté)                          | 1er janvier 1973              |
| Bruges-Capbis-Mifaget           | Bruges                                | fusion association                                     | 22 décembre 1972 (Arrêté)                          | 1er janvier 1973              |
| Bruges-Capbis-Mifaget           | Capbis                                | fusion association                                     | 22 décembre 1972 (Arrêté)                          | 1er janvier 1973              |
| Bruges-Capbis-Mifaget           | Mifaget                               | fusion association                                     | 22 décembre 1972 (Arrêté)                          | 1er janvier 1973              |
| Idron-Lée-Ousse-Sendets         | Idron (commune rétablie en 2000)      | fusion association (dissoute en 1989 puis en 2000)     | 20 décembre 1972 (Arrêté)                          | 1er janvier 1973              |
| Idron-Lée-Ousse-Sendets         | Lée (commune rétablie en 1989)        | fusion association (dissoute en 1989 puis en 2000)     | 20 décembre 1972 (Arrêté)                          | 1er janvier 1973              |
| Idron-Lée-Ousse-Sendets         | Ousse (commune rétablie en 2000)      | fusion association (dissoute en 1989 puis en 2000)     | 20 décembre 1972 (Arrêté)                          | 1er janvier 1973              |
| Idron-Lée-Ousse-Sendets         | Sendets (commune rétablie en 2000)    | fusion association (dissoute en 1989 puis en 2000)     | 20 décembre 1972 (Arrêté)                          | 1er janvier 1973              |
| Maslacq                         | Maslacq                               | fusion association (dissoute en 1978)                  | 19 décembre 1972 (Arrêté)                          | 1er janvier 1973              |
| Maslacq                         | Castetner (commune rétablie en 1978)  | fusion association (dissoute en 1978)                  | 19 décembre 1972 (Arrêté)                          | 1er janvier 1973              |
| Maslacq                         | Loubieng (commune rétablie en 1978)   | fusion association (dissoute en 1978)                  | 19 décembre 1972 (Arrêté)                          | 1er janvier 1973              |
| Orthez                          | Orthez                                | fusion association                                     | 8 décembre 1972 (Arrêté)                           | 1er janvier 1973              |
| Orthez                          | Sainte-Suzanne                        | fusion association                                     | 8 décembre 1972 (Arrêté)                           | 1er janvier 1973              |
| Puyoô-Bellocq-Ramous            | Puyoô (commune rétablie en 1984)      | fusion association (dissoute en 1984)                  | 1er décembre 1972 (Arrêté)                         | 1er janvier 1973              |
| Puyoô-Bellocq-Ramous            | Bellocq (commune rétablie en 1984)    | fusion association (dissoute en 1984)                  | 1er décembre 1972 (Arrêté)                         | 1er janvier 1973              |
| Puyoô-Bellocq-Ramous            | Ramous (commune rétablie en 1984)     | fusion association (dissoute en 1984)                  | 1er décembre 1972 (Arrêté)                         | 1er janvier 1973              |
| Nay-Bourdettes                  | Nay (commune rétablie en 1997)        | fusion association (dissoute en 1997)                  | 27 novembre 1972 (Arrêté)                          | 1er janvier 1973              |
| Nay-Bourdettes                  | Bourdettes (commune rétablie en 1997) | fusion association (dissoute en 1997)                  | 27 novembre 1972 (Arrêté)                          | 1er janvier 1973              |
| Ozenx                           | Ozenx                                 | fusion association (fusion simple depuis le 27-6-2023) | 20 juillet 1972 (Arrêté)                           | 1er janvier 1973              |
| Ozenx                           | Montestrucq                           | fusion association (fusion simple depuis le 27-6-2023) | 20 juillet 1972 (Arrêté)                           | 1er janvier 1973              |
| Lacq                            | Lacq                                  | fusion association (fusion simple depuis le 21-3-2014) | 12 juillet 1972 (Arrêté)                           | 1er septembre 1972            |
| Lacq                            | Audéjos                               | fusion association (fusion simple depuis le 21-3-2014) | 12 juillet 1972 (Arrêté)                           | 1er septembre 1972            |
| Aïcirits                        | Aïcirits                              | fusion association                                     | 6 avril 1972 (Arrêté)                              | 1er mai 1972                  |
| Aïcirits                        | Camou-Mixe-Suhast                     | fusion association                                     | 6 avril 1972 (Arrêté)                              | 1er mai 1972                  |
| Mont                            | Mont                                  | fusion association                                     | 29 décembre 1971 (Arrêté)                          | 1er janvier 1972              |
| Mont                            | Arance                                | fusion association                                     | 29 décembre 1971 (Arrêté)                          | 1er janvier 1972              |
| Mont                            | Gouze                                 | fusion association                                     | 29 décembre 1971 (Arrêté)                          | 1er janvier 1972              |
| Mont                            | Lendresse                             | fusion association                                     | 29 décembre 1971 (Arrêté)                          | 1er janvier 1972              |
| Saint-Palais                    | Saint-Palais                          | fusion (dissoute en 1997)                              | 20 décembre 1966 (Arrêté)                          | 1er janvier 1967              |
| Saint-Palais                    | Garris (commune rétablie en 1997)     | fusion (dissoute en 1997)                              | 20 décembre 1966 (Arrêté)                          | 1er janvier 1967              |
| Boeil-Bezing                    | Boeil                                 | fusion                                                 | 28 décembre 1867 (Décret)                          | 28 décembre 1867 (Décret)     |
| Boeil-Bezing                    | Bezing                                | fusion                                                 | 28 décembre 1867 (Décret)                          | 28 décembre 1867 (Décret)     |
| Nay                             | Nay                                   | fusion                                                 | 11 février 1863 (Décret)                           | 11 février 1863 (Décret)      |
| Nay                             | Clarac                                | fusion                                                 | 11 février 1863 (Décret)                           | 11 février 1863 (Décret)      |
| Eaux-Bonnes                     | Aas                                   | fusion                                                 | 29 mai 1861 (Loi)                                  | 29 mai 1861 (Loi)             |
| Eaux-Bonnes                     | Assouste                              | fusion                                                 | 29 mai 1861 (Loi)                                  | 29 mai 1861 (Loi)             |
| Alos-Sibas-Abense               | Alos-Sibas                            | fusion                                                 | 16 avril 1859 (Loi)                                | 16 avril 1859 (Loi)           |
| Alos-Sibas-Abense               | Abense-de-Haut (une partie)           | fusion                                                 | 16 avril 1859 (Loi)                                | 16 avril 1859 (Loi)           |
| Tardets-Sorholus                | Tardets                               | fusion                                                 | 16 avril 1859 (Loi)                                | 16 avril 1859 (Loi)           |
| Tardets-Sorholus                | Sorholus                              | fusion                                                 | 16 avril 1859 (Loi)                                | 16 avril 1859 (Loi)           |
| Tardets-Sorholus                | Abense-de-Haut (une partie)           | fusion                                                 | 16 avril 1859 (Loi)                                | 16 avril 1859 (Loi)           |
| Oloron-Sainte-Marie             | Oloron                                | fusion                                                 | 18 mai 1858 (Loi)                                  | 18 mai 1858 (Loi)             |
| Oloron-Sainte-Marie             | Sainte-Marie-Legugnon                 | fusion                                                 | 18 mai 1858 (Loi)                                  | 18 mai 1858 (Loi)             |
| Bayonne                         | Bayonne                               | fusion                                                 | 1er juin 1857 (Loi)                                | 1er juin 1857 (Loi)           |
| Bayonne                         | Saint-Esprit (département des Landes) | fusion                                                 | 1er juin 1857 (Loi)                                | 1er juin 1857 (Loi)           |
| Amendeuix-Oneix                 | Amendeuix                             | fusion                                                 | 27 août 1846 (Ordonnance)                          | 27 août 1846 (Ordonnance)     |
| Amendeuix-Oneix                 | Oneix                                 | fusion                                                 | 27 août 1846 (Ordonnance)                          | 27 août 1846 (Ordonnance)     |
| Arzacq-Arraziguet               | Arzacq                                | fusion                                                 | 7 septembre 1845 (Ordonnance)                      | 7 septembre 1845 (Ordonnance) |
| Arzacq-Arraziguet               | Arraziguet                            | fusion                                                 | 7 septembre 1845 (Ordonnance)                      | 7 septembre 1845 (Ordonnance) |
| Ascain                          | Ascain                                | fusion                                                 | 19 juillet 1845 (Loi)                              | 19 juillet 1845 (Loi)         |
| Ascain                          | Serres (une partie)                   | fusion                                                 | 19 juillet 1845 (Loi)                              | 19 juillet 1845 (Loi)         |
| Saint-Jean-de-Luz               | Saint-Jean-de-Luz                     | fusion                                                 | 19 juillet 1845 (Loi)                              | 19 juillet 1845 (Loi)         |
| Saint-Jean-de-Luz               | Serres (une partie)                   | fusion                                                 | 19 juillet 1845 (Loi)                              | 19 juillet 1845 (Loi)         |
| Ossas-Suhare                    | Ossas                                 | fusion                                                 | 14 juin 1845 (Ordonnance)                          | 14 juin 1845 (Ordonnance)     |
| Ossas-Suhare                    | Suhare                                | fusion                                                 | 14 juin 1845 (Ordonnance)                          | 14 juin 1845 (Ordonnance)     |
| Bentayou-Sérée                  | Bentayou                              | fusion                                                 | 4 juin 1845 (Loi)                                  | 4 juin 1845 (Loi)             |
| Bentayou-Sérée                  | Sérée                                 | fusion                                                 | 4 juin 1845 (Loi)                                  | 4 juin 1845 (Loi)             |
| Navailles-Angos                 | Navailles                             | fusion                                                 | 8 mai 1845 (Ordonnance)                            | 8 mai 1845 (Ordonnance)       |
| Navailles-Angos                 | Angos                                 | fusion                                                 | 8 mai 1845 (Ordonnance)                            | 8 mai 1845 (Ordonnance)       |
| Sedze-Maubecq                   | Sedze                                 | fusion                                                 | 13 février 1845 (Ordonnance)                       | 13 février 1845 (Ordonnance)  |
| Sedze-Maubecq                   | Maubecq                               | fusion                                                 | 13 février 1845 (Ordonnance)                       | 13 février 1845 (Ordonnance)  |
| Castéra-Loubix                  | Castéra                               | fusion                                                 | 30 décembre 1844 (Ordonnance)                      | 30 décembre 1844 (Ordonnance) |
| Castéra-Loubix                  | Loubix                                | fusion                                                 | 30 décembre 1844 (Ordonnance)                      | 30 décembre 1844 (Ordonnance) |
| Ponson-Debat-Pouts              | Ponson-Debat                          | fusion                                                 | 30 décembre 1844 (Ordonnance)                      | 30 décembre 1844 (Ordonnance) |
| Ponson-Debat-Pouts              | Pouts                                 | fusion                                                 | 30 décembre 1844 (Ordonnance)                      | 30 décembre 1844 (Ordonnance) |
| Garlède-Mondebat                | Garlède                               | fusion                                                 | 25 juin 1844 (Ordonnance)                          | 25 juin 1844 (Ordonnance)     |
| Garlède-Mondebat                | Mondebat                              | fusion                                                 | 25 juin 1844 (Ordonnance)                          | 25 juin 1844 (Ordonnance)     |
| Pontiacq-Viellepinte            | Pontiacq                              | fusion                                                 | 25 juin 1844 (Ordonnance)                          | 25 juin 1844 (Ordonnance)     |
| Pontiacq-Viellepinte            | Viellepinte                           | fusion                                                 | 25 juin 1844 (Ordonnance)                          | 25 juin 1844 (Ordonnance)     |
| Aurions-Idernes                 | Aurions                               | fusion                                                 | 2 juin 1844 (Loi)                                  | 2 juin 1844 (Loi)             |
| Aurions-Idernes                 | Idernes                               | fusion                                                 | 2 juin 1844 (Loi)                                  | 2 juin 1844 (Loi)             |
| Alos-Sibas                      | Alos                                  | fusion                                                 | 23 octobre 1843 (Ordonnance)                       | 23 octobre 1843 (Ordonnance)  |
| Alos-Sibas                      | Sibas                                 | fusion                                                 | 23 octobre 1843 (Ordonnance)                       | 23 octobre 1843 (Ordonnance)  |
| Boueilh-Boueilho-Lasque         | Boueilh                               | fusion                                                 | 24 juillet 1843 (Loi)                              | 24 juillet 1843 (Loi)         |
| Boueilh-Boueilho-Lasque         | Boueilho                              | fusion                                                 | 24 juillet 1843 (Loi)                              | 24 juillet 1843 (Loi)         |
| Boueilh-Boueilho-Lasque         | Lasque                                | fusion                                                 | 24 juillet 1843 (Loi)                              | 24 juillet 1843 (Loi)         |
| Coslédaà-Lube-Boast             | Coslédaà-Lube                         | fusion                                                 | 24 juillet 1843 (Loi)                              | 24 juillet 1843 (Loi)         |
| Coslédaà-Lube-Boast             | Boast                                 | fusion                                                 | 24 juillet 1843 (Loi)                              | 24 juillet 1843 (Loi)         |
| Licq-Athérey                    | Licq                                  | fusion                                                 | 24 juillet 1843 (Loi)                              | 24 juillet 1843 (Loi)         |
| Licq-Athérey                    | Athérey                               | fusion                                                 | 24 juillet 1843 (Loi)                              | 24 juillet 1843 (Loi)         |
| Peyrelongue-Abos                | Peyrelongue                           | fusion                                                 | 1843                                               | 1843                          |
| Peyrelongue-Abos                | Abos (canton de Lembeye)              | fusion                                                 | 1843                                               | 1843                          |
| Sauguis-Saint-Étienne           | Sauguis                               | fusion                                                 | 27 juin 1843 (Loi)                                 | 27 juin 1843 (Loi)            |
| Sauguis-Saint-Étienne           | Saint-Étienne-Soule                   | fusion                                                 | 27 juin 1843 (Loi)                                 | 27 juin 1843 (Loi)            |
| Arrast-Larrebieu                | Arrast                                | fusion                                                 | 16 octobre 1842 (Ordonnance)                       | 16 octobre 1842 (Ordonnance)  |
| Arrast-Larrebieu                | Larrebieu                             | fusion                                                 | 16 octobre 1842 (Ordonnance)                       | 16 octobre 1842 (Ordonnance)  |
| Béhasque-Lapiste                | Béhasque                              | fusion                                                 | 16 octobre 1842 (Ordonnance)                       | 16 octobre 1842 (Ordonnance)  |
| Béhasque-Lapiste                | Lapiste                               | fusion                                                 | 16 octobre 1842 (Ordonnance)                       | 16 octobre 1842 (Ordonnance)  |
| Saint-Laurent-Bretagne          | Saint-Laurent                         | fusion                                                 | 16 octobre 1842 (Ordonnance)                       | 16 octobre 1842 (Ordonnance)  |
| Saint-Laurent-Bretagne          | Bretagne                              | fusion                                                 | 16 octobre 1842 (Ordonnance)                       | 16 octobre 1842 (Ordonnance)  |
| Domezain-Berraute               | Domezain                              | fusion                                                 | 5 août 1842 (Ordonnance)                           | 5 août 1842 (Ordonnance)      |
| Domezain-Berraute               | Berraute                              | fusion                                                 | 5 août 1842 (Ordonnance)                           | 5 août 1842 (Ordonnance)      |
| Lichans-Sunhar                  | Lichans                               | fusion                                                 | 5 août 1842 (Ordonnance)                           | 5 août 1842 (Ordonnance)      |
| Lichans-Sunhar                  | Sunhar                                | fusion                                                 | 5 août 1842 (Ordonnance)                           | 5 août 1842 (Ordonnance)      |
| Moncayolle-Larrory-Mendibieu    | Moncayolle                            | fusion                                                 | 5 août 1842 (Ordonnance)                           | 5 août 1842 (Ordonnance)      |
| Moncayolle-Larrory-Mendibieu    | Larrory                               | fusion                                                 | 5 août 1842 (Ordonnance)                           | 5 août 1842 (Ordonnance)      |
| Moncayolle-Larrory-Mendibieu    | Mendibieu                             | fusion                                                 | 5 août 1842 (Ordonnance)                           | 5 août 1842 (Ordonnance)      |
| Osserain-Rivareyte              | Osserain                              | fusion                                                 | 5 août 1842 (Ordonnance)                           | 5 août 1842 (Ordonnance)      |
| Osserain-Rivareyte              | Rivareyte                             | fusion                                                 | 5 août 1842 (Ordonnance)                           | 5 août 1842 (Ordonnance)      |
| Arraute-Charritte               | Arraute                               | fusion                                                 | 27 juin 1842 (Ordonnance)                          | 27 juin 1842 (Ordonnance)     |
| Arraute-Charritte               | Charritte-Mixe                        | fusion                                                 | 27 juin 1842 (Ordonnance)                          | 27 juin 1842 (Ordonnance)     |
| Burosse-Mendousse               | Burosse                               | fusion                                                 | 27 juin 1842 (Ordonnance)                          | 27 juin 1842 (Ordonnance)     |
| Burosse-Mendousse               | Mendousse                             | fusion                                                 | 27 juin 1842 (Ordonnance)                          | 27 juin 1842 (Ordonnance)     |
| Higuères-Souye                  | Higuères                              | fusion                                                 | 27 juin 1842 (Ordonnance)                          | 27 juin 1842 (Ordonnance)     |
| Higuères-Souye                  | Souye                                 | fusion                                                 | 27 juin 1842 (Ordonnance)                          | 27 juin 1842 (Ordonnance)     |
| Idaux-Mendy                     | Idaux                                 | fusion                                                 | 27 juin 1842 (Ordonnance)                          | 27 juin 1842 (Ordonnance)     |
| Idaux-Mendy                     | Mendy                                 | fusion                                                 | 27 juin 1842 (Ordonnance)                          | 27 juin 1842 (Ordonnance)     |
| Luxe-Sumberraute                | Luxe                                  | fusion                                                 | 27 juin 1842 (Ordonnance)                          | 27 juin 1842 (Ordonnance)     |
| Luxe-Sumberraute                | Sumberraute                           | fusion                                                 | 27 juin 1842 (Ordonnance)                          | 27 juin 1842 (Ordonnance)     |
| Larceveau-Arros-Cibits          | Larceveau                             | fusion                                                 | 20 juin 1842 (Ordonnance)                          | 20 juin 1842 (Ordonnance)     |
| Larceveau-Arros-Cibits          | Arros                                 | fusion                                                 | 20 juin 1842 (Ordonnance)                          | 20 juin 1842 (Ordonnance)     |
| Larceveau-Arros-Cibits          | Cibits                                | fusion                                                 | 20 juin 1842 (Ordonnance)                          | 20 juin 1842 (Ordonnance)     |
| Montpezat-Bétracq               | Bétracq                               | fusion                                                 | 20 juin 1842 (Ordonnance)                          | 20 juin 1842 (Ordonnance)     |
| Montpezat-Bétracq               | Montpezat                             | fusion                                                 | 20 juin 1842 (Ordonnance)                          | 20 juin 1842 (Ordonnance)     |
| Parenties-Guinarthe             | Guinarthe                             | fusion                                                 | 20 juin 1842 (Ordonnance)                          | 20 juin 1842 (Ordonnance)     |
| Parenties-Guinarthe             | Parenties                             | fusion                                                 | 20 juin 1842 (Ordonnance)                          | 20 juin 1842 (Ordonnance)     |
| Viodos-Abense-de-Bas            | Viodos                                | fusion                                                 | 20 juin 1842 (Ordonnance)                          | 20 juin 1842 (Ordonnance)     |
| Viodos-Abense-de-Bas            | Abense-de-Bas                         | fusion                                                 | 20 juin 1842 (Ordonnance)                          | 20 juin 1842 (Ordonnance)     |
| Bustince-Iriberry               | Bustince                              | fusion                                                 | 1842                                               | 1842                          |
| Bustince-Iriberry               | Iriberry                              | fusion                                                 | 1842                                               | 1842                          |
| Ahaxe-Alciette-Bascassan        | Ahaxe                                 | fusion                                                 | 4 juin 1842 (Loi)                                  | 4 juin 1842 (Loi)             |
| Ahaxe-Alciette-Bascassan        | Alciette                              | fusion                                                 | 4 juin 1842 (Loi)                                  | 4 juin 1842 (Loi)             |
| Ahaxe-Alciette-Bascassan        | Bascassan                             | fusion                                                 | 4 juin 1842 (Loi)                                  | 4 juin 1842 (Loi)             |
| Arbouet-Sussaute                | Arbouet                               | fusion                                                 | 4 juin 1842 (Loi)                                  | 4 juin 1842 (Loi)             |
| Arbouet-Sussaute                | Sussaute                              | fusion                                                 | 4 juin 1842 (Loi)                                  | 4 juin 1842 (Loi)             |
| Argagnon-Marcerin               | Argagnon                              | fusion                                                 | 4 juin 1842 (Loi)                                  | 4 juin 1842 (Loi)             |
| Argagnon-Marcerin               | Marcerin                              | fusion                                                 | 4 juin 1842 (Loi)                                  | 4 juin 1842 (Loi)             |
| Maspie-Lalonquère-Juillacq      | Maspie-Lalonquère                     | fusion                                                 | 4 juin 1842 (Loi)                                  | 4 juin 1842 (Loi)             |
| Maspie-Lalonquère-Juillacq      | Juillacq                              | fusion                                                 | 4 juin 1842 (Loi)                                  | 4 juin 1842 (Loi)             |
| Autevielle-Saint-Martin-Bideren | Autevielle                            | fusion                                                 | 18 avril 1842 (Ordonnance)                         | 18 avril 1842 (Ordonnance)    |
| Autevielle-Saint-Martin-Bideren | Bideren                               | fusion                                                 | 18 avril 1842 (Ordonnance)                         | 18 avril 1842 (Ordonnance)    |
| Autevielle-Saint-Martin-Bideren | Saint-Martin                          | fusion                                                 | 18 avril 1842 (Ordonnance)                         | 18 avril 1842 (Ordonnance)    |
| Lay-Lamidou                     | Lay                                   | fusion                                                 | 18 avril 1842 (Ordonnance)                         | 18 avril 1842 (Ordonnance)    |
| Lay-Lamidou                     | Lamidou                               | fusion                                                 | 18 avril 1842 (Ordonnance)                         | 18 avril 1842 (Ordonnance)    |
| Tabaille-Usquain                | Tabaille                              | fusion                                                 | 18 avril 1842 (Ordonnance)                         | 18 avril 1842 (Ordonnance)    |
| Tabaille-Usquain                | Usquain                               | fusion                                                 | 18 avril 1842 (Ordonnance)                         | 18 avril 1842 (Ordonnance)    |
| Camou-Mixe-Suhast               | Camou-Mixe                            | fusion                                                 | 22 mars 1842 (Ordonnance)                          | 22 mars 1842 (Ordonnance)     |
| Camou-Mixe-Suhast               | Suhast                                | fusion                                                 | 22 mars 1842 (Ordonnance)                          | 22 mars 1842 (Ordonnance)     |
| Caubios-Loos                    | Caubios                               | fusion                                                 | 22 mars 1842 (Ordonnance)                          | 22 mars 1842 (Ordonnance)     |
| Caubios-Loos                    | Loos                                  | fusion                                                 | 22 mars 1842 (Ordonnance)                          | 22 mars 1842 (Ordonnance)     |
| Fichous-Riumayou                | Fichous                               | fusion                                                 | 22 mars 1842 (Ordonnance)                          | 22 mars 1842 (Ordonnance)     |
| Fichous-Riumayou                | Riumayou                              | fusion                                                 | 22 mars 1842 (Ordonnance)                          | 22 mars 1842 (Ordonnance)     |
| Laguinge-Restoue                | Laguinge                              | fusion                                                 | 22 mars 1842 (Ordonnance)                          | 22 mars 1842 (Ordonnance)     |
| Laguinge-Restoue                | Restoue                               | fusion                                                 | 22 mars 1842 (Ordonnance)                          | 22 mars 1842 (Ordonnance)     |
| Mazères-Lezons                  | Mazères                               | fusion                                                 | 22 mars 1842 (Ordonnance)                          | 22 mars 1842 (Ordonnance)     |
| Mazères-Lezons                  | Lezons                                | fusion                                                 | 22 mars 1842 (Ordonnance)                          | 22 mars 1842 (Ordonnance)     |
| Piets-Plasence-Moustrou         | Piets                                 | fusion                                                 | 22 mars 1842 (Ordonnance)                          | 22 mars 1842 (Ordonnance)     |
| Piets-Plasence-Moustrou         | Plasence                              | fusion                                                 | 22 mars 1842 (Ordonnance)                          | 22 mars 1842 (Ordonnance)     |
| Piets-Plasence-Moustrou         | Moustrou                              | fusion                                                 | 22 mars 1842 (Ordonnance)                          | 22 mars 1842 (Ordonnance)     |
| Athos-Aspis                     | Athos                                 | fusion                                                 | 10 janvier 1842 (Ordonnance)                       | 10 janvier 1842 (Ordonnance)  |
| Athos-Aspis                     | Aspis                                 | fusion                                                 | 10 janvier 1842 (Ordonnance)                       | 10 janvier 1842 (Ordonnance)  |
| Espès-Undurein                  | Espès                                 | fusion                                                 | 10 janvier 1842 (Ordonnance)                       | 10 janvier 1842 (Ordonnance)  |
| Espès-Undurein                  | Undurein                              | fusion                                                 | 10 janvier 1842 (Ordonnance)                       | 10 janvier 1842 (Ordonnance)  |
| Amorots-Succos                  | Amorots                               | fusion                                                 | 16 août 1841 (Ordonnance)                          | 16 août 1841 (Ordonnance)     |
| Amorots-Succos                  | Succos                                | fusion                                                 | 16 août 1841 (Ordonnance)                          | 16 août 1841 (Ordonnance)     |
| Miossens-Lanusse                | Miossens                              | fusion                                                 | 16 août 1841 (Ordonnance)                          | 16 août 1841 (Ordonnance)     |
| Miossens-Lanusse                | Lanusse                               | fusion                                                 | 16 août 1841 (Ordonnance)                          | 16 août 1841 (Ordonnance)     |
| Saint-Just-Ibarre               | Saint-Just                            | fusion                                                 | 25 juin 1841 (Loi)                                 | 25 juin 1841 (Loi)            |
| Saint-Just-Ibarre               | Ibarre                                | fusion                                                 | 25 juin 1841 (Loi)                                 | 25 juin 1841 (Loi)            |
| Barraute-Camu                   | Barraute                              | fusion                                                 | 14 juin 1841 (Ordonnance)                          | 14 juin 1841 (Ordonnance)     |
| Barraute-Camu                   | Camu                                  | fusion                                                 | 14 juin 1841 (Ordonnance)                          | 14 juin 1841 (Ordonnance)     |
| Poursiugues-Boucoue             | Poursiugues                           | fusion                                                 | 14 juin 1841 (Ordonnance)                          | 14 juin 1841 (Ordonnance)     |
| Poursiugues-Boucoue             | Boucoue                               | fusion                                                 | 14 juin 1841 (Ordonnance)                          | 14 juin 1841 (Ordonnance)     |
| Lohitzun-Oyhercq                | Lohitzun                              | fusion                                                 | 13 juin 1841 (Loi)                                 | 13 juin 1841 (Loi)            |
| Lohitzun-Oyhercq                | Oyhercq                               | fusion                                                 | 13 juin 1841 (Loi)                                 | 13 juin 1841 (Loi)            |
| Ostabat-Asme                    | Ostabat                               | fusion                                                 | 13 juin 1841 (Loi)                                 | 13 juin 1841 (Loi)            |
| Ostabat-Asme                    | Asme                                  | fusion                                                 | 13 juin 1841 (Loi)                                 | 13 juin 1841 (Loi)            |
| Bussunarits-Sarrasquette        | Bussunarits                           | fusion                                                 | 12 mai 1841 (Ordonnance)                           | 12 mai 1841 (Ordonnance)      |
| Bussunarits-Sarrasquette        | Sarrasquette                          | fusion                                                 | 12 mai 1841 (Ordonnance)                           | 12 mai 1841 (Ordonnance)      |
| Gotein-Libarrenx                | Gotein                                | fusion                                                 | 12 mai 1841 (Ordonnance)                           | 12 mai 1841 (Ordonnance)      |
| Gotein-Libarrenx                | Libarrenx                             | fusion                                                 | 12 mai 1841 (Ordonnance)                           | 12 mai 1841 (Ordonnance)      |
| Labets-Biscay                   | Labets                                | fusion                                                 | 12 mai 1841 (Ordonnance)                           | 12 mai 1841 (Ordonnance)      |
| Labets-Biscay                   | Biscay                                | fusion                                                 | 12 mai 1841 (Ordonnance)                           | 12 mai 1841 (Ordonnance)      |
| Larribar-Sorhapuru              | Larribar                              | fusion                                                 | 12 mai 1841 (Ordonnance)                           | 12 mai 1841 (Ordonnance)      |
| Larribar-Sorhapuru              | Sorhapuru                             | fusion                                                 | 12 mai 1841 (Ordonnance)                           | 12 mai 1841 (Ordonnance)      |
| Ogenne-Camptort                 | Ogenne                                | fusion                                                 | 12 mai 1841 (Ordonnance)                           | 12 mai 1841 (Ordonnance)      |
| Ogenne-Camptort                 | Camptort                              | fusion                                                 | 12 mai 1841 (Ordonnance)                           | 12 mai 1841 (Ordonnance)      |
| Saint-Gladie-Arrive-Munein      | Saint-Gladie                          | fusion                                                 | 12 mai 1841 (Ordonnance)                           | 12 mai 1841 (Ordonnance)      |
| Saint-Gladie-Arrive-Munein      | Arrive                                | fusion                                                 | 12 mai 1841 (Ordonnance)                           | 12 mai 1841 (Ordonnance)      |
| Saint-Gladie-Arrive-Munein      | Munein                                | fusion                                                 | 12 mai 1841 (Ordonnance)                           | 12 mai 1841 (Ordonnance)      |
| Arbérats-Sillègue               | Arbérats                              | fusion                                                 | 14 avril 1841 (Ordonnance)                         | 14 avril 1841 (Ordonnance)    |
| Arbérats-Sillègue               | Sillègue                              | fusion                                                 | 14 avril 1841 (Ordonnance)                         | 14 avril 1841 (Ordonnance)    |
| Os-Marsillon                    | Os                                    | fusion                                                 | 14 avril 1841 (Ordonnance)                         | 14 avril 1841 (Ordonnance)    |
| Os-Marsillon                    | Marsillon                             | fusion                                                 | 14 avril 1841 (Ordonnance)                         | 14 avril 1841 (Ordonnance)    |
| Sainte-Marie-Legugnon           | Sainte-Marie                          | fusion                                                 | 14 avril 1841 (Ordonnance)                         | 14 avril 1841 (Ordonnance)    |
| Sainte-Marie-Legugnon           | Legugnon                              | fusion                                                 | 14 avril 1841 (Ordonnance)                         | 14 avril 1841 (Ordonnance)    |
| Mauléon-Licharre                | Mauléon                               | fusion                                                 | 19 mars 1841 (Loi)                                 | 19 mars 1841 (Loi)            |
| Mauléon-Licharre                | Licharre                              | fusion                                                 | 19 mars 1841 (Loi)                                 | 19 mars 1841 (Loi)            |
| Camou-Cihigue                   | Camou                                 | fusion                                                 | 1836                                               | 1836                          |
| Camou-Cihigue                   | Cihigue                               | fusion                                                 | 1836                                               | 1836                          |
| Alçay-Alçabéhéty-Sunharette     | Alçay                                 | fusion                                                 | 1833                                               | 1833                          |
| Alçay-Alçabéhéty-Sunharette     | Alçabéhéty                            | fusion                                                 | 1833                                               | 1833                          |
| Alçay-Alçabéhéty-Sunharette     | Sunharette                            | fusion                                                 | 1833                                               | 1833                          |
| Bassillon-Vauzé                 | Bassillon                             | fusion                                                 | 1833                                               | 1833                          |
| Bassillon-Vauzé                 | Vauzé                                 | fusion                                                 | 1833                                               | 1833                          |
| Corbère-Abères                  | Corbère-Abères                        | fusion                                                 | 1833                                               | 1833                          |
| Corbère-Abères                  | Domengeux                             | fusion                                                 | 1833                                               | 1833                          |
| Coslédaà-Lube                   | Coslédaà                              | fusion                                                 | 1833                                               | 1833                          |
| Coslédaà-Lube                   | Lube                                  | fusion                                                 | 1833                                               | 1833                          |
| Maspie-Lalonquère               | Maspie                                | fusion                                                 | 1833                                               | 1833                          |
| Maspie-Lalonquère               | Lalonquère                            | fusion                                                 | 1833                                               | 1833                          |
| Lespielle-Germenaud-Lannegrasse | Lespielle                             | fusion                                                 | 1833                                               | 1833                          |
| Lespielle-Germenaud-Lannegrasse | Germenaud                             | fusion                                                 | 1833                                               | 1833                          |
| Lespielle-Germenaud-Lannegrasse | Lannegrasse                           | fusion                                                 | 1833                                               | 1833                          |
| Lussagnet-Lusson                | Lussagnet                             | fusion                                                 | 1833                                               | 1833                          |
| Lussagnet-Lusson                | Lusson                                | fusion                                                 | 1833                                               | 1833                          |
| Monassut-Audiracq               | Monassut                              | fusion                                                 | 1833                                               | 1833                          |
| Monassut-Audiracq               | Audiracq                              | fusion                                                 | 1833                                               | 1833                          |
| Arricau-Bordes                  | Arricau                               | fusion                                                 | 1831                                               | 1831                          |
| Arricau-Bordes                  | Bordes                                | fusion                                                 | 1831                                               | 1831                          |
| Lacarry-Arhan-Charritte-de-Haut | Lacarry                               | fusion                                                 | 1831                                               | 1831                          |
| Lacarry-Arhan-Charritte-de-Haut | Arhan                                 | fusion                                                 | 1831                                               | 1831                          |
| Lacarry-Arhan-Charritte-de-Haut | Charritte-de-Haut                     | fusion                                                 | 1831                                               | 1831                          |
| Luc-Armau                       | Luc                                   | fusion                                                 | 1831                                               | 1831                          |
| Luc-Armau                       | Armau                                 | fusion                                                 | 1831                                               | 1831                          |
| Mascaraàs-Haron                 | Mascaraàs                             | fusion                                                 | 1831                                               | 1831                          |
| Mascaraàs-Haron                 | Haron                                 | fusion                                                 | 1831                                               | 1831                          |
| Samsons-Lion                    | Samsons                               | fusion                                                 | 1831                                               | 1831                          |
| Samsons-Lion                    | Lion                                  | fusion                                                 | 1831                                               | 1831                          |
| Tadousse-Ussau                  | Tadousse                              | fusion                                                 | 1831                                               | 1831                          |
| Tadousse-Ussau                  | Ussau                                 | fusion                                                 | 1831                                               | 1831                          |
| Sauveterre-de-Béarn             | Sauveterre-de-Béarn                   | fusion                                                 | 1829                                               | 1829                          |
| Sauveterre-de-Béarn             | Oreyte                                | fusion                                                 | 1829                                               | 1829                          |
| Sauveterre-de-Béarn             | Sunarthe                              | fusion                                                 | 1829                                               | 1829                          |
| Baliracq-Maumusson              | Baliracq                              | fusion                                                 | 1828                                               | 1828                          |
| Baliracq-Maumusson              | Maumusson                             | fusion                                                 | 1828                                               | 1828                          |
| Laruns                          | Laruns                                | fusion                                                 | 1828                                               | 1828                          |
| Laruns                          | Geteu                                 | fusion                                                 | 1828                                               | 1828                          |
| Navarrenx                       | Navarrenx                             | fusion                                                 | 1828                                               | 1828                          |
| Navarrenx                       | Bérérenx                              | fusion                                                 | 1828                                               | 1828                          |
| Taron-Sadirac-Viellenave        | Taron                                 | fusion                                                 | 1822                                               | 1822                          |
| Taron-Sadirac-Viellenave        | Sadirac                               | fusion                                                 | 1822                                               | 1822                          |
| Taron-Sadirac-Viellenave        | Viellenave                            | fusion                                                 | 1822                                               | 1822                          |
| Corbère-Abères                  | Corbères                              | fusion                                                 | 1801-1806                                          | 1801-1806                     |
| Corbère-Abères                  | Abères-près-Corbères                  | fusion                                                 | 1801-1806                                          | 1801-1806                     |
| Lannecaube                      | Lannecaube                            | fusion                                                 | 1801-1806                                          | 1801-1806                     |
| Lannecaube                      | Meillac                               | fusion                                                 | 1801-1806                                          | 1801-1806                     |
| Oloron                          | Oloron                                | fusion                                                 | 1801-1806                                          | 1801-1806                     |
| Oloron                          | Faget                                 | fusion                                                 | 1801-1806                                          | 1801-1806                     |
| Oloron                          | Soeix                                 | fusion                                                 | 1801-1806                                          | 1801-1806                     |
| Ossès                           | Ossès                                 | fusion                                                 | 1801-1806                                          | 1801-1806                     |
| Ossès                           | Horça                                 | fusion                                                 | 1801-1806                                          | 1801-1806                     |
| Saint-Jammes                    | Saint-Jammes                          | fusion                                                 | 1801-1806                                          | 1801-1806                     |
| Saint-Jammes                    | Lahayède                              | fusion                                                 | 1801-1806                                          | 1801-1806                     |
| Salies-de-Béarn                 | Salies-de-Béarn                       | fusion                                                 | 1801-1806                                          | 1801-1806                     |
| Salies-de-Béarn                 | Les Antis                             | fusion                                                 | 1801-1806                                          | 1801-1806                     |
| Séméacq-Blachon                 | Séméacq                               | fusion                                                 | 1801-1806                                          | 1801-1806                     |
| Séméacq-Blachon                 | Blachon                               | fusion                                                 | 1801-1806                                          | 1801-1806                     |
| Hagetaubin                      | Hagetaubin                            | fusion                                                 | 1795-1800                                          | 1795-1800                     |
| Hagetaubin                      | Masconette                            | fusion                                                 | 1795-1800                                          | 1795-1800                     |
| Lalongue                        | Lalongue                              | fusion                                                 | 1795-1800                                          | 1795-1800                     |
| Lalongue                        | Besacourp                             | fusion                                                 | 1795-1800                                          | 1795-1800                     |
| Orthez                          | Orthez                                | fusion                                                 | 1795-1800                                          | 1795-1800                     |
| Orthez                          | Castelarbe                            | fusion                                                 | 1795-1800                                          | 1795-1800                     |
| Orthez                          | Depart                                | fusion                                                 | 1795-1800                                          | 1795-1800                     |
| Orthez                          | Souars                                | fusion                                                 | 1795-1800                                          | 1795-1800                     |
| Ainhice-Mongelos                | Ainhice                               | fusion                                                 | 1790-1794                                          | 1790-1794                     |
| Ainhice-Mongelos                | Mongelos                              | fusion                                                 | 1790-1794                                          | 1790-1794                     |
| Arrosès                         | Arrosès                               | fusion                                                 | 1790-1794                                          | 1790-1794                     |
| Arrosès                         | Boeron                                | fusion                                                 | 1790-1794                                          | 1790-1794                     |
| Castétis                        | Castétis                              | fusion                                                 | 1790-1794                                          | 1790-1794                     |
| Castétis                        | Marrieu                               | fusion                                                 | 1790-1794                                          | 1790-1794                     |
| Castetnau-Camblong              | Castetnau                             | fusion                                                 | 1790-1794                                          | 1790-1794                     |
| Castetnau-Camblong              | Camblong                              | fusion                                                 | 1790-1794                                          | 1790-1794                     |
| Ithorots-Olhaïby                | Ithorots                              | fusion                                                 | 1790-1794                                          | 1790-1794                     |
| Ithorots-Olhaïby                | Olhaïby                               | fusion                                                 | 1790-1794                                          | 1790-1794                     |
| Larceveau                       | Larceveau                             | fusion                                                 | 1790-1794                                          | 1790-1794                     |
| Larceveau                       | Utxiat                                | fusion                                                 | 1790-1794                                          | 1790-1794                     |
| Lées-Athas                      | Lées                                  | fusion                                                 | 1790-1794                                          | 1790-1794                     |
| Lées-Athas                      | Attaas                                | fusion                                                 | 1790-1794                                          | 1790-1794                     |
| Sault-de-Navailles              | Sault                                 | fusion                                                 | 1790-1794                                          | 1790-1794                     |
| Sault-de-Navailles              | Navailles                             | fusion                                                 | 1790-1794                                          | 1790-1794                     |

## Créations et rétablissements
| Nouvelle commune       | Commune affectée                                | Mode de création                             | Date (et nature) de la décision | Date d'effet             |
| ---------------------- | ----------------------------------------------- | -------------------------------------------- | ------------------------------- | ------------------------ |
| Idron                  | Idron-Ousse-Sendets (commune supprimée)         | Démembrement et suppression (rétablissement) | 10 février 2000 (Arrêté)        | 11 mars 2001             |
| Ousse                  | Idron-Ousse-Sendets (commune supprimée)         | Démembrement et suppression (rétablissement) | 10 février 2000 (Arrêté)        | 11 mars 2001             |
| Sendets                | Idron-Ousse-Sendets (commune supprimée)         | Démembrement et suppression (rétablissement) | 10 février 2000 (Arrêté)        | 11 mars 2001             |
| Bourdettes             | Nay-Bourdettes (commune supprimée)              | Démembrement et suppression (rétablissement) | 14 juin 1996 (Arrêté)           | 1er janvier 1997         |
| Nay                    | Nay-Bourdettes (commune supprimée)              | Démembrement et suppression (rétablissement) | 14 juin 1996 (Arrêté)           | 1er janvier 1997         |
| Garris                 | Saint-Palais                                    | Démembrement (rétablissement)                | 14 juin 1996 (Arrêté)           | 1er janvier 1997         |
| Idron-Ousse-Sendets    | Idron-Lée-Ousse-Sendets (commune supprimée)     | Démembrement et suppression (rétablissement) | 13 décembre 1988 (Arrêté)       | 1er janvier 1989         |
| Lée                    | Idron-Lée-Ousse-Sendets (commune supprimée)     | Démembrement et suppression (rétablissement) | 13 décembre 1988 (Arrêté)       | 1er janvier 1989         |
| Puyoô                  | Puyoô-Bellocq-Ramous (commune supprimée)        | Démembrement et suppression (rétablissement) | 25 novembre 1983 (Arrêté)       | 1er janvier 1984         |
| Bellocq                | Puyoô-Bellocq-Ramous (commune supprimée)        | Démembrement et suppression (rétablissement) | 25 novembre 1983 (Arrêté)       | 1er janvier 1984         |
| Ramous                 | Puyoô-Bellocq-Ramous (commune supprimée)        | Démembrement et suppression (rétablissement) | 25 novembre 1983 (Arrêté)       | 1er janvier 1984         |
| Gurmençon              | Val-du-Gave-d'Aspe (commune supprimée)          | Démembrement et suppression (rétablissement) | 21 décembre 1982 (Arrêté)       | 1er janvier 1983         |
| Agnos                  | Val-du-Gave-d'Aspe (commune supprimée)          | Démembrement et suppression (rétablissement) | 21 décembre 1982 (Arrêté)       | 1er janvier 1983         |
| Castetner              | Maslacq                                         | Démembrement et suppression (rétablissement) | 16 janvier 1978 (Arrêté)        | 20 janvier 1978          |
| Loubieng               | Maslacq                                         | Démembrement et suppression (rétablissement) | 16 janvier 1978 (Arrêté)        | 20 janvier 1978          |
| Arancou                | Bergouey-Arancou-Viellenave (commune supprimée) | Démembrement et suppression (rétablissement) | 26 septembre 1977 (Arrêté)      | 15 novembre 1977         |
| Bergouey-Viellenave    | Bergouey-Arancou-Viellenave (commune supprimée) | Démembrement et suppression (rétablissement) | 26 septembre 1977 (Arrêté)      | 15 novembre 1977         |
| Saint-Martin-d'Arrossa | Ossès                                           | Démembrement (rétablissement)                | 2 juillet 1923 (Loi)            | 2 juillet 1923 (Loi)     |
| Haut-de-Bosdarros      | Bosdarros                                       | Démembrement                                 | 11 décembre 1888 (Loi)          | 11 décembre 1888 (Loi)   |
| Saint-Vincent          | Coarraze                                        | Démembrement                                 | 6 avril 1864 (Loi)              | 6 avril 1864 (Loi)       |
| Urepel                 | Aldudes                                         | Démembrement                                 | 15 février 1862 (Décret)        | 15 février 1862 (Décret) |
| Lys                    | Sainte-Colome                                   | Démembrement                                 | 2 janvier 1858 (Décret)         | 2 janvier 1858 (Décret)  |
| Boucau                 | Tarnos (département des Landes)                 | Démembrement                                 | 1er juin 1857 (Loi)             | 1er juin 1857 (Loi)      |
| Estérençuby            | Ahaxe-Alciette-Bascassan                        | Démembrement                                 | 11 juin 1842 (Loi)              | 11 juin 1842 (Loi)       |
| Estérençuby            | Aincille                                        | Démembrement                                 | 11 juin 1842 (Loi)              | 11 juin 1842 (Loi)       |
| Estérençuby            | Bustince                                        | Démembrement                                 | 11 juin 1842 (Loi)              | 11 juin 1842 (Loi)       |
| Estérençuby            | Caro                                            | Démembrement                                 | 11 juin 1842 (Loi)              | 11 juin 1842 (Loi)       |
| Estérençuby            | Lecumberry                                      | Démembrement                                 | 11 juin 1842 (Loi)              | 11 juin 1842 (Loi)       |
| Estérençuby            | Mendive                                         | Démembrement                                 | 11 juin 1842 (Loi)              | 11 juin 1842 (Loi)       |
| Estérençuby            | Saint-Jean-le-Vieux                             | Démembrement                                 | 11 juin 1842 (Loi)              | 11 juin 1842 (Loi)       |
| Estérençuby            | Saint-Michel                                    | Démembrement                                 | 11 juin 1842 (Loi)              | 11 juin 1842 (Loi)       |
| Auriac                 | Thèze                                           | Démembrement                                 | 1824                            | 1824                     |
| Lourdios-Ichère        | Osse                                            | Démembrement                                 | 1820                            | 1820                     |

## Modifications de nom officiel
Le département va lui-même changer de nom : le département des "Basses-Pyrénées" prend le nom de " Pyrénées-Atlantiques" par un décret du 10 octobre 1969 
| Ancien nom                      | Nouveau nom             | Date (et nature) de la décision |
| ------------------------------- | ----------------------- | ------------------------------- |
| Labatut                         | Labatut-Figuières       | 30 décembre 2021 (Décret)       |
| Saint-Girons                    | Saint-Girons-en-Béarn   | 7 juillet 2006 (Décret)         |
| Lanne                           | Lanne-en-Barétous       | 16 août 1989 (Décret)           |
| Sévignacq-Thèze                 | Sévignacq               | 16 août 1989 (Décret)           |
| Labastide-Clairence             | La Bastide-Clairence    | 21 juin 1988 (Décret)           |
| Aïcirits                        | Aïcirits-Camou-Suhast   | 13 novembre 1984 (Décret)       |
| Ozenx                           | Ozenx-Montestrucq       | 10 mars 1981 (Décret)           |
| Lespielle-Germenaud-Lannegrasse | Lespielle               | 10 août 1978 (Décret)           |
| Conchez                         | Conchez-de-Béarn        | 10 mai 1962 (Décret)            |
| Beyrie                          | Beyrie-sur-Joyeuse      | 19 août 1961 (Décret)           |
| Arros                           | Arros-d'Oloron          | 20 décembre 1956 (Décret)       |
| Géus                            | Géus-d'Arzacq           | 20 décembre 1956 (Décret)       |
| Geüs                            | Geüs-d'Oloron           | 20 décembre 1956 (Décret)       |
| Beyrie                          | Beyrie-en-Béarn         | 6 mars 1956 (Décret)            |
| Poey                            | Poey-de-Lescar          | 6 mars 1956 (Décret)            |
| Poey                            | Poey-d'Oloron           | 6 mars 1956 (Décret)            |
| Viellenave                      | Viellenave-d'Arthez     | 6 mars 1956 (Décret)            |
| Viellenave                      | Viellenave-de-Navarrenx | 6 mars 1956 (Décret)            |
| Viellenave-de-Bidache           | Viellenave-sur-Bidouze  | 6 mars 1956 (Décret)            |
| Lurbe                           | Lurbe-Saint-Christau    | 16 août 1955 (Décret)           |
| Arthez                          | Arthez-de-Béarn         | 24 juin 1950 (Décret)           |
| Osse                            | Osse-en-Aspe            | 6 février 1940 (Décret)         |
| Ogeu                            | Ogeu-les-Bains          | 30 décembre 1939 (Décret)       |
| Pardies                         | Pardies-Piétat          | 3 décembre 1936 (Décret)        |
| Baigts                          | Baigts-de-Béarn         | 11 août 1936 (Décret)           |
| Lestelle                        | Lestelle-Bétharram      | 9 avril 1934 (Décret)           |
| Mont                            | Mont-Disse              | 27 juillet 1931 (Décret)        |
| Cambo                           | Cambo-les-Bains         | 3 février 1897 (Décret)         |
| Eslourenties                    | Lourenties              | 9 août 1889 (Décret)            |
| Lucq                            | Lucq-de-Béarn           | 9 août 1889 (Décret)            |
| Lafonderie                      | Banca                   | 6 décembre 1873 (Décret)        |
| Sévignacq                       | Sévignacq-Meyracq       | 13 décembre 1866 (Décret)       |
| Argagnon-Marcerin               | Argagnon                | 8 avril 1851 (Loi)              |
| Parenthies-Guinarthe            | Guinarthe-Parenties     | 16 mai 1845 (Ordonnance)        |

## Modifications de limites communales
Le plus souvent, les modifications des limites communales décidées par arrêtés préfectoraux ne sont pas répertoriées dans le Journal officiel ni dans le Bulletin officiel.
| La commune de ...                   | ... cède du territoire à la commune de ... | précisions                                                                               | Date (et nature) de la décision                  |
| ----------------------------------- | ------------------------------------------ | ---------------------------------------------------------------------------------------- | ------------------------------------------------ |
| Hastingues (département des Landes) | Sames                                      | Superficie de 4 a 53 ca                                                                  | 6 août 1986 (Décret)                             |
| Sames                               | Hastingues (département des Landes)        | Superficie de 2 a 35 ca                                                                  | 6 août 1986 (Décret)                             |
| Puyoô                               | Ossages (département des Landes)           | 2 habitants + Superficie de 44 a 50 ca                                                   | 10 juillet 1967 (Décret)                         |
| Billère                             | Lons                                       |                                                                                          | 21 janvier 1963 (Arrêté)                         |
| Lons                                | Billère                                    |                                                                                          | 21 janvier 1963 (Arrêté)                         |
| Saint-Pée-sur-Nivelle               | Ahetze                                     | Au droit de la maison Hostolapia jusqu’à la maison Larreondoa Superficie de 39 a 20 ca   | 8 décembre 1959 (Arrêté)                         |
| Gelos Pau Jurançon Gan              | Gan Jurançon Pau Gelos                     |                                                                                          | 20 juillet 1959 (Arrêté)                         |
| Lecumberry                          | Estérençuby                                | Quartier d' Esterenguibel                                                                | 26 juin 1958 (Arrêté)                            |
| Saint-Jean-de-Luz                   | Guéthary                                   | Nouveau cimetière intercommunal et sa voie d’accès                                       | 18 décembre 1956 (Arrêté)                        |
| Urrugne                             | Ciboure                                    | Nouvelle limite fixée sur l’axe de la route nationale n°10 Superficie de 2 ha 75 a 50 ca | 8 octobre 1954 (Arrêté)                          |
| Mourenx                             | Noguères                                   | Superficie de 11 a 10 ca                                                                 | 22 décembre 1953 (Arrêté)                        |
| Noguères                            | Mourenx                                    | Superficie de 19 a 30 ca                                                                 | 22 décembre 1953 (Arrêté)                        |
| Mourenx                             | Os-Marsillon                               | Superficie de 98 a 20 ca                                                                 | 22 décembre 1953 (Arrêté)                        |
| Os-Marsillon                        | Mourenx                                    | Superficie de 54 a 30 ca                                                                 | 22 décembre 1953 (Arrêté)                        |
| Nay                                 | Coarraze                                   |                                                                                          | 5 juin 1953 (Arrêté)                             |
| Coarraze                            | Nay                                        |                                                                                          | 5 juin 1953 (Arrêté)                             |
| Aste-Béon                           | Gère-Bélesten                              | Superficie de 1 ha 20 ca                                                                 | 3 janvier 1953 (Arrêté)                          |
| Malaussanne                         | Mant (département des Landes)              | Quartier de Las Coustouilles                                                             | 14 novembre 1901 (Loi)                           |
| Urrugne                             | Hendaye                                    | Quartiers de Santiago et Subernoa                                                        | 14 octobre 1896 (Décret) 3 février 1904 (Décret) |
| Lalongue                            | Simacourbe                                 | Section de Moncaubet                                                                     | 10 août 1875 (Décret)                            |
| Bosdarros                           | Bruges                                     |                                                                                          | 19 juillet 1875 (Loi)                            |
| Urrugne                             | Hendaye                                    | Territoires des Onze-Bornes et des Joncaux                                               | 19 juin 1867 (Loi)                               |
| Lonçon                              | Séby                                       |                                                                                          | 11 mai 1867 (Loi)                                |
| Arthez                              | Castillon                                  | Section de Castetbieilh                                                                  | 6 janvier 1864 (Loi)                             |
| Castetnau-Camblong                  | Navarrenx                                  |                                                                                          | 25 mars 1863 (Loi)                               |
| Susmiou                             | Navarrenx                                  |                                                                                          | 25 mars 1863 (Loi)                               |
| Gelos                               | Pau                                        |                                                                                          | 2 juillet 1862 (Loi)                             |
| Jurançon                            | Pau                                        |                                                                                          | 2 juillet 1862 (Loi)                             |
| Lons                                | Pau                                        |                                                                                          | 2 juillet 1862 (Loi)                             |
| Loubieng                            | Sauvelade                                  | Sections de Capdeü-Boscq et Hailleret                                                    | 29 mai 1861 (Loi)                                |
| Corbères                            | Moncaup                                    | Limite fixée dans la direction du ruisseau de Larcis                                     | 25 mai 1852 (Décret)                             |
| Balansun                            | Argagnon-Marcerin                          | Section du Bourrugot                                                                     | 8 avril 1851 (Loi)                               |
| Amendeuix-Oneix                     | Aïcirits                                   | Limite fixée suivant le cours de la Bidouze                                              | 27 août 1846 (Loi)                               |
| Méracq                              | Mialos                                     | Limite fixée par le cours du ruisseau nommé le Luy                                       | 22 juillet 1843 (Loi)                            |
| Ainhice-Mongelos Lacarre            | Lacarre Ainhice-Mongelos                   |                                                                                          | 16 août 1841 (Ordonnance)                        |
| Castetbon                           | Audaux                                     | Quartier de Geup                                                                         | 25 juillet 1839 (Loi)                            |
| Cabidos                             | Phillondenx (département des Landes)       | Enclave                                                                                  | 30 mars 1831 (Ordonnance)                        |
| Juxue                               | Pagolle                                    | Section de Pagolle Oyhana                                                                | 19 mars 1829 (Ordonnance)                        |

## Communes associées
Liste des communes ayant, ou ayant eu (en italique), à la suite d'une fusion, le statut de commune associée.
| Nom de la commune      | Code INSEE | Fusion-association                      | Fusion-association | Fusion-association | Fusion-association                       | Défusion                                | Défusion         | Défusion                                                        |
| Nom de la commune      | Code INSEE | date de la décision                     | date d'effet       | commune absorbante | nom de la commune résultant de la fusion | date de la décision                     | date d'effet     | commentaire                                                     |
| ---------------------- | ---------- | --------------------------------------- | ------------------ | ------------------ | ---------------------------------------- | --------------------------------------- | ---------------- | --------------------------------------------------------------- |
| Camou-Mixe-Suhast      | 64163      | Arrêté préfectoral du 6 avril 1972      | 1er mai 1972       | Aïcirits,          | Aïcirits,                                |                                         |                  |                                                                 |
| Ithorots-Olhaïby       | 64278      | Arrêté préfectoral du 20 juillet 1973   | 1er août 1973      | Aroue              | Aroue-Ithorots-Olhaïby                   |                                         |                  |                                                                 |
| Arros-d'Oloron         | 64055      | Arrêté préfectoral du 29 décembre 1972  | 1er janvier 1973   | Asasp              | Asasp-Arros                              |                                         |                  |                                                                 |
| Arancou                | 64031      | Arrêté préfectoral du 27 décembre 1972  | 1er janvier 1973   | Bergouey           | Bergouey-Arancou-Viellenave              | Arrêté préfectoral du 26 septembre 1977 | 15 novembre 1977 | Bergouey-Arancou-Viellenave prend le nom de Bergouey-Viellenave |
| Viellenave-sur-Bidouze | 64553      | Arrêté préfectoral du 27 décembre 1972  | 1er janvier 1973   | Bergouey           | Bergouey-Arancou-Viellenave              |                                         |                  |                                                                 |
| Capbis                 | 64164      | Arrêté préfectoral du 22 décembre 1972  | 1er janvier 1973   | Bruges             | Bruges-Capbis-Mifaget                    |                                         |                  |                                                                 |
| Mifaget                | 64384      | Arrêté préfectoral du 22 décembre 1972  | 1er janvier 1973   | Bruges             | Bruges-Capbis-Mifaget                    |                                         |                  |                                                                 |
| Cassaber               | 64169      | Arrêté préfectoral du 27 décembre 1972  | 1er janvier 1973   | Carresse           | Carresse-Cassaber                        |                                         |                  |                                                                 |
| Lée                    | 64329      | Arrêté préfectoral du 29 décembre 1972  | 1er janvier 1973   | Idron              | Idron-Lée-Ousse-Sendets                  | Arrêté préfectoral du 13 décembre 1988  | 1er janvier 1989 | Idron-Lée-Ousse-Sendets prend le nom d'Idron-Ousse-Sendets      |
| Ousse                  | 64439      | Arrêté préfectoral du 29 décembre 1972  | 1er janvier 1973   | Idron              | Idron-Lée-Ousse-Sendets                  | Arrêté préfectoral du 10 février 2000   | 11 mars 2001     | Idron-Ousse-Sendets reprend le nom d'Idron                      |
| Sendets                | 64518      | Arrêté préfectoral du 29 décembre 1972  | 1er janvier 1973   | Idron              | Idron-Lée-Ousse-Sendets                  | Arrêté préfectoral du 10 février 2000   | 11 mars 2001     | Idron-Ousse-Sendets reprend le nom d'Idron                      |
| Audéjos                | 64076      | Arrêté préfectoral du 12 juillet 1972   | 1er septembre 1972 | Lacq               | Lacq                                     |                                         |                  |                                                                 |
| Castetner              | 64179      | Arrêté préfectoral du 19 décembre 1972  | 1er janvier 1973   | Maslacq            | Maslacq                                  | Arrêté préfectoral du 16 janvier 1978   | 20 janvier 1978  |                                                                 |
| Loubieng               | 64349      | Arrêté préfectoral du 19 décembre 1972  | 1er janvier 1973   | Maslacq            | Maslacq                                  | Arrêté préfectoral du 16 janvier 1978   | 20 janvier 1978  |                                                                 |
| Arance                 | 64030      | Arrêté préfectoral du 29 décembre 1971  | 1er janvier 1972   | Mont               | Mont                                     |                                         |                  |                                                                 |
| Gouze                  | 64248      | Arrêté préfectoral du 29 décembre 1971  | 1er janvier 1972   | Mont               | Mont                                     |                                         |                  |                                                                 |
| Lendresse              | 64333      | Arrêté préfectoral du 29 décembre 1971  | 1er janvier 1972   | Mont               | Mont                                     |                                         |                  |                                                                 |
| Bourdettes             | 64145      | Arrêté préfectoral du 27 novembre 1972  | 1er janvier 1973   | Nay                | Nay-Bourdettes                           | Arrêté préfectoral du 14 juin 1996      | 1er janvier 1997 | Nay-Bourdettes reprend le nom de Nay                            |
| Sainte-Suzanne         | 64497      | Arrêté préfectoral du 6 décembre 1972   | 1er janvier 1973   | Orthez             | Orthez                                   |                                         |                  |                                                                 |
| Montestrucq            | 64402      | Arrêté préfectoral du 20 juillet 1972   | 1er janvier 1973   | Ozenx,             | Ozenx,                                   |                                         |                  |                                                                 |
| Bellocq                | 64108      | Arrêté préfectoral du 1er décembre 1972 | 1er janvier 1973   | Puyoô              | Puyoô-Bellocq-Ramous                     | Arrêté préfectoral du 25 novembre 1983  | 1er janvier 1984 | Puyoô-Bellocq-Ramous reprend le nom de Puyoô                    |
| Ramous                 | 64462      | Arrêté préfectoral du 1er décembre 1972 | 1er janvier 1973   | Puyoô              | Puyoô-Bellocq-Ramous                     | Arrêté préfectoral du 25 novembre 1983  | 1er janvier 1984 | Puyoô-Bellocq-Ramous reprend le nom de Puyoô                    |